# Един пробит долар
Един пробит долар (на италиански: Un dollaro bucato) е френско-италиански спагети-уестърн от 1965 година. В главната роля играе Джулиано Джема.
Гари О'Хара (Джулиано Джема) е войник, който се завръща от война, само за да открие, че трябва да води битка и у дома си. Преди освобождаването му от военнопленническия лагер пистолета му е с отрязано дуло и стреля неточно.
Той е информиран за гангстер в града на име Блеки, който се предполага, че предизвиква хаос в обществото. Гари се съгласява да го убие, само за да открие твърде късно, че това всъщност е брат му. Тези, които го уговарят да го убие знаят това през цялото време. В престрелката са уцелени и двамата братя. Мислейки ги за мъртви, те качват телата им на един случайно преминаващ фургон. Точно преди да ги погребат, хората от фургона откриват, че Гари е жив, защото куршумът е спрян от един сребърен долар в джоба му. След време той се възстановява и поема пътя да отмъсти за брат си.